# ایان دارگی (بازیکن فوتبال، زاده ۱۹۳۱)
ایان دارگی (انگلیسی: Ian Dargie; ۳ اکتبر ۱۹۳۱ – ۲۷ نوامبر ۲۰۱۵) بازیکن فوتبال اهل بریتانیا بود.
از باشگاه‌هایی که در آن بازی کرده‌است می‌توان به باشگاه فوتبال هیلینگدون بورو، باشگاه فوتبال تونبریج آنجلز، و باشگاه فوتبال برنتفورد اشاره کرد.